# Passerina montana
Passerina montana är en tibastväxtart som beskrevs av Thoday. Passerina montana ingår i släktet Passerina och familjen tibastväxter. Inga underarter finns listade i Catalogue of Life.